# Губ Стевенс
Губ Стевенс (нід. Huub Stevens, МФА: [ˈɦyp ˈsteː.və(n)s], нар. 29 листопада 1953, Сіттард) — нідерландський футболіст, захисник. По завершенні ігрової кар'єри — тренер.

## Клубна кар'єра
У дорослому футболі дебютував у 1970 році виступами за команду клубу «Фортуна» (Сіттард), в якій провів п'ять сезонів, взявши участь у 104 матчах чемпіонату. 
У 1975 році перейшов до клубу ПСВ, за який відіграв 11 сезонів. Більшість часу, проведеного у складі ПСВ, був гравцем захисту основного складу команди. За цей час виборов титул володаря Кубка УЄФА. Завершив професійну кар'єру футболіста виступами за команду «ПСВ Ейндговен» у 1986 році.

## Виступи за збірну
У 1979 році дебютував в офіційних матчах у складі національної збірної Нідерландів. Протягом кар'єри у національній команді, яка тривала 7 років, провів у формі головної команди країни 18 матчів, забивши 1 гол.
У складі збірної був учасником чемпіонату Європи 1980 року в Італії.

## Кар'єра тренера
Розпочав тренерську кар'єру, повернувшись до футболу після невеликої перерви, у 1993 році, очоливши тренерський штаб клубу «Рода».
Надалі очолював команди німецьких клубів «Шальке 04», «Герта» (Берлін), «Кельн» та «Гамбург», австрійського «Ред Булла», а також нідерландського ПСВ.
2011 року вдруге у своїй кар'єрі очолив тренерський штаб команди «Шальке 04». За два роки, у 2013, став головним тренером грецького ПАОКа.
У березні 2014 року очолив тренерський штаб німецького«Штутгарта», проте вже у травні подав у відставку, провівши за цей час лише десять матчів на чолі команди, в яких зазнав чотирьох поразок та здобув по три перемоги та нічиї. Проте Армін Фе, який змінив нідерландця на тренерському містку «Штутгарта», не зміг суттєво покращити результати команди, тож 25 листопада 2014 Стевенс повернувся до клубу. Цього разу він пропрацював у Штутгарті до кінця сезону, втім також не дуже вдало, лише сім разів здобувши перемоги у 22 матчах.

## Титули та досягнення

### Як гравця
- Чемпіон Нідерландів (3):

ПСВ:  1975–76, 1977–78, 1985–86
- Володар Кубка Нідерландів (1):

ПСВ:  1975–76
- Володар Кубка УЄФА (1):

ПСВ:  1977–78

### Як тренера
- Володар Кубка УЄФА (1):

«Шальке 04»:  1996–97
- Володар Кубка Німеччини (2):

«Шальке 04»:  2000–01, 2001–02
- Володар Кубка німецької ліги (1):

«Герта»:  2002
- Володар Кубка Інтертото (1):

«Гамбург»:  2007
- Володар Суперкубка Нідерландів (1):

ПСВ:  2008
- Чемпіон Австрії (1):

«Ред Булл»:  2009–10